# Hjejlen
 For alternative betydninger, se Hjejlen (digt).
S/S Hjejlen er en hjuldamper fra 1861, som sejler på Silkeborgsøerne.
Hjejlen er verdens ældste aktive hjuldamper, der stadig drives af den originale dampmaskine.
Hjejlen blev indviet 24. juni 1861 under overværelse af Frederik VII. Den blev sejlet fra Baumgarten & Burmeisters Maskinbyggeri (senere Burmeister & Wain) den 11. juni via Helsingør og Randers op gennem Gudenåen til sit bestemmelsessted Silkeborg den 15. juni.

## Beskrivelse
- Længde: 28,42 meter (o.a.).
- Bredde: 6,25 meter.
- Dybgang: 1,1 meter.
- Maskinstyrke: 50 i.hk.
- Tonnage: 27,32 brt.

Styrehuset er midtskibs. Skibet har et frit fordæk, mens der agter er indrettet en lukket salon. Dækket over den er overdækket med et let tag. Skibets to skovlhjul sidder omtrent midtskibs på hver side. Galionsfiguren forestiller en hjejle, den nuværende er fremstillet i 1990.

## Hjejleselskabets andre skibe
Hjejlen ejes af Hjejleselskabet, som har en flåde på ni både.
Efter Hjejlen fulgte i 1896 dampbåden Ternen, som i 1922-23 blev ombygget til motorbåd.
Fra samme værft i Kristiansstad kom i 1903 Maagen, som videresolgtes til Ry Turistbåde i 1975.
I 1909 kom selskabets største båd Hejren, i 1920 fulgte den mindste, Falken. I 1947 købtes Tranen, i 1948 Rylen og 1996 rederiets nyeste, Mågen.
Hejren var som Ternen og Mågen oprindeligt et dampskib og rummede til 1965 to kulfyrede dampmaskiner.
I 2008 overtog Hjejleselskabet Ry Turistbåde med bådene Turisten (tidligere Maagen) og Viking (bygget 1923).

## 150 års jubilæum
I 2011 fejrede Hjejlen sit 150 års jubilæum med tilstedeværelse af dronning Margrethe 2. I den anledning udstedte Danmarks Nationalbank en jubilæumsmønt. og Post Nord et frimærke.